# Estación de Ing. Roberto Ayala
Roberto Ayala es una estación de trenes que se encuentra en Villa Chontalpa, Tabasco Desde la estación se espera que salga el ramal hacia la refinería Olmeca, en Paraíso. El ramal de 93 kilómetros se espera que tenga un costo de operación y mantenimiento de 280 mil 592 pesos por kilómetro por año.

## Historia
La estación se edificó sobre la línea Coatzacoalcos-Mérida. Fue construida por el antiguo Ferrocarril del Sureste por Acuerdo Presidencial en julio de 1934 a través de los Ferrocarriles Nacionales de México. Los trabajos de construcción se iniciaron a fines de 1935 utilizando la línea localizada a partir de Sarabia, sobre el Ferrocarril de Tehuantepec. Al terminarse el estudio general de la ruta, se abandonó el entronque de Sarabia adoptándose el Puerto de Coatzacoalcos como terminal occidental del Ferrocarril del Sureste. Para fines de 1934 se creó la empresa Líneas Férreas de México por decreto presidencial del 29 de diciembre de dicho año, la cual continuó con los trabajos iniciados por la Empresa de los Nacionales.